# Gnomoniella
Gnomoniella — рід грибів родини Gnomoniaceae. Назва вперше опублікована 1881 року.